# Crucifix du Maestro della croce di Cortona
Le Crucifix du Maestro della croce di Cortona est un  grand crucifix peint  en  tempera et or sur bois, réalisé vers 1280-1290 par le dit Maestro della croce di Cortona. Il est exposé dans le Quartiere del Mezzanino du Palazzo Vecchio de Florence.

## Histoire
Le crucifix provient du legs en 1928 de la collection de Charles Loeser et est exposé dans le Quartiere del Mezzanino du palazzo Vecchio. 

## Description
Le Christ est du type  dolens, de la représentation humanisante franciscaine et dominicaine (abandonnant les représentations gothique ou byzantine précédentes) :
Le Christ se doit d'être alors représenté mort, souffrant sur la croix (et non plus triomphant ou résigné) :
- La tête baissée sur l'épaule,
- les yeux fermés soit absents, énucléés (orbites vides),
- marques de douleur sur le visage,
- la bouche est incurvée vers le bas,
- les plaies sont saignantes (mains, pieds et flanc droit),
- Le corps tordu déhanché, arqué dans un spasme de douleur, subissant son poids terrestre,
- schématisation des muscles et des côtes.

Le crucifix ne comporte plus que l'extrémité  rectangulaire vide  de scènes figuratives  en bas de la croix (malgré tout l'or des corniches des potences étant interrompu, on peut se poser la question de la présence de scènes à ces extrémités à l'origine de la fabrication de la croix).
Comme pour la stylistique des crucifix de Cimabue, le panneau des flancs du Christ ne comporte qu'un fond d'or à motifs répétés.